# Horario
Un horario, calendario, programa, o schedule, como herramienta básica de gestión del tiempo, consta de una lista de horas en las que determinados acontecimientos o acciones pueden tener lugar, o de una secuencia de acontecimientos en el orden cronológico en que tendrán lugar. El proceso de crear un programa - decidir cómo ordenar las tareas que lo integran y cómo comprometer recursos entre la variedad de tareas posibles - se llama programar, y a la persona responsable de hacer un programa particular se le puede llamar programador. La preparación y el seguimiento de programas es una actividad humana antigua.
Algunos escenarios asocian "esta forma de programar" con aprender "habilidades de vida".
Los programas son necesarios, o al menos útiles, en situaciones donde los individuos necesitan saber qué tiempo tienen que permanecer en una ubicación concreta para recibir un servicio concreto, y cuando las personas necesitan cumplir un conjunto de objetivos dentro de un periodo de tiempo establecido.
Los programas  pueden abarcar útilmente tanto periodos cortos, por ejemplo un programa diario o semanal, como periodos largos de varios meses o años. Son a menudo implementados utilizando un calendario, donde la persona que hace el programa puede anotar las fechas y los tiempos en los qué varios acontecimientos están planeados para ocurrir. Un programa no pone fechas futuras concretas a los acontecimientos que deben ocurrir, sino que lista algoríticamente un orden esperado en el que los acontecimientos pueden o deben tener lugar.
En algunas situaciones, los programas pueden ser inciertos, como aquellos donde actividad diaria se confía en factores medioambientales fuera de control humano. Las personas que están de vacaciones o de alguna manera buscando reducir el estrés y conseguir una relajación, quizá evitan tener actividades programadas durante cierto periodo de tiempo.

## Clases de programas

### Programas públicos
Ciertos tipos de programa reflejan información que se hace generalmente disponible al público, de modo que las personas pueden planificar ciertas actividades. Estos programas pueden incluir cosas como:
- Horas de operación de negocios, atracciones turísticas y oficinas oficiales, los cuales permiten a los consumidores de estos servicios saber cuándo los pueden obtener.
- Programas de transporte, como horarios de aerolínea, programas de tren, programas de autobús, y varios horarios de transporte públicos se publican para dejar a los pasajeros para planificar sus viajes. Desde la perspectiva de la organización responsable de ofertar el transporte, los programas tienen que proporcionar la posibilidad de retraso de programa, un plazo en el modelo de transporte qué supone a una diferencia entre un tiempo deseado de llegada o salida y el tiempo real. Aunque se utiliza "retraso", ello puede suponer una diferencia en cualquier la dirección.
- En programación retransmitida, consistente en la planificación al minuto del contenido de una emisión radiofónica o televisiva, el resultado de programar es la generación de una lista de espectáculos que se retransmiten de forma regular o en una fecha concreta, que se distribuye al público de modo que la audiencia potencial de un espectáculo concreto pueda saber cuándo va a tener lugar.
- Los conciertos y los acontecimientos deportivos son típicamente planificados, de modo que los seguidores puedan planificar comprar el ticket y asistir los acontecimientos.

### Programas internos
Un programa interno es un programa que sólo tiene importancia para las personas que directamente tienen que cumplirlo. Ha de tenerse en cuenta que "los grupos a menudo empiezan con un programa impuesto del exterior, pero los grupos eficaces también desarrollan un programa interno que establece objetivos de conjunto para la ejecución de micro-tareas". A diferencia de programas para acontecimientos públicos o amenidades públicamente disponibles,  no hay ninguna necesidad de publicar un programa interno. Al contrario, un programa interno puede ser incluso confidencial por asuntos de seguridad o privacidad.
Un ejemplo de un programa interno es un programa laboral, el cual lista las horas en las que los empleados deben estar en su lugar de trabajo, asegurando suficiente plantilla en todo momento y evitando en algunos casos un exceso de plantilla. Un programa de trabajo para un negocio que está abierto al público debe corresponder con las horas de operación del negocio, de tal modo que los empleados estén disponibles durante el tiempo en que clientes puedan utilizar los servicios del negocio. Uno método común de planificar el trabajo de los empleados para asegurar la disponibilidad de recursos apropiados es un diagrama de Gantt. Otro ejemplo de un programa interno es el programa de clase de un estudiante, que indica los días y horas en que sus clases tendrán lugar.[cita requerida]

#### Programación en gestión de proyectos
Un programa también puede implicar la conclusión de un proyecto con el que el público no tiene interacción con anterioridad a su conclusión. En gestión de proyectos, a menudo se creará, como paso inicial, un programa formal para llevar a cabo un proyecto concreto, como la construcción de un edificio, el desarrollo de un producto o el lanzamiento de un programa. El establecimineto de un programa de administración del proyecto implica listar hitos, actividades y entregables con sus correspondientes fechas de inicio y finalización, en el que la planificación de los empleados pueden ser un elemento. Un programa de proceso de la producción se utiliza para la planificación de la producción o la operación, mientras que el programa de recursos puede suponer una ayuda en la planificación logística para compartir recursos entre varias entidades.
En tales casos, un programa "es obtenido estimando la duración de cada tarea y anotando cualquier dependencia entre las tareas". Dependencia, en cambio, es una tarea que tiene que ser completada para hacer otras tareas posibles, como alquilar un camión antes de cargar materiales en el camión (nada puede ser cargado hasta que el camión esté disponible para que las cosas para se carguen encima). La planificando de proyectos, por tanto, requiere la identificación de todas tareas necesarias para completar el proyecto, y los tiempos más breves en qué cada tarea pueden ser completada. Al crear un programa, se asegura una cantidad de tiempo adicional como contingencia para hacer frente a días imprevistos. Este tiempo se llama varianza del programa, o flotador, y es un concepto fundamental para el método de camino crítico.

#### En computación
La programación es importante como un proceso interno en informática, donde un programa es una lista de acciones dentro de un conjunto de transacciones en bases de datos, y la programación es la manera por la que varios procesos se asignan en computación multitarea y diseño de sistema operativo multiproceso. Este tipo de programación está incorporado al programa de un ordenador, y es completamente transparente para el usuario saber qué tareas están siendo llevadas a cabo y cuando. La planificación de operaciones y asuntos en computación puede incluir:
- La operación de un programador de red o programador de paquete, un programa árbitro que dirige el movimiento de ciertas piezas de información en el ordenador.
- Planificación de taller-abierto, planificación de sistemas Job Shop, planificación de series de trabajo, problemas de optimización en informática.
- E/S planificación, el orden en qué las peticiones de Entrada/Salida se entregan a un dispositivo de bloque en sistemas operativos.
- Job scheduler, una aplicación software de la empresa encargada de las ejecuciones desatendidas en segundo plano.

#### En comunicaciones inalámbricas
Las redes inalámbricas tendrían que tener una arquitectura de servicio flexible para integrar tipos diferentes de servicios en una única interfaz de aire,porque las terminales tienen requisitos de servicio diferente. Por encima de una arquitectura de servicio flexible, se necesitan también esquemas de administración de QoS efectivos. Por tanto, se necesitan recursos inalámbricos para ser compartidos cuidadosamente entre todos las terminales  y es deseable de planificar el uso de recursos inalámbricos tan eficientemente como sea posible, mientras se maximiza el rendimiento de red global.

#### En operaciones de búsqueda
La planificación de recursos, normalmente sujeta a condiciones, es el fondo de varios problemas habidos en el área de investigación conocidos como búsqueda de operaciones, normalmente en términos de encontrar una solución óptima o método para solucionar.
Por ejemplo, el problema de planificación en efermería está en planificar un número de empleados con condicionamientos típicos como rotación de cambios, límites en horas extraordinarias, etc. El problema del viajante está en la planificación de una serie de viajes para minimizar tiempo o distancia. Algunos de estos problemas pueden ser solucionados eficientemente con programación lineal, pero muchos problemas de planificación requieren variables enteras. A pesar de que existen algoritmos eficaces para dar soluciones integrales en algunas situaciones (ve modelos de flujo de la red), la mayoría de problemas que requieren soluciones integrales no pueden ser solucionados todavía de forma eficiente.